# 欧州・大西洋パートナーシップ理事会
欧州・大西洋パートナーシップ理事会（英: Euro-Atlantic Partnership Council、略称：EAPC）は、北大西洋条約機構（NATO）の一機関であり、ヨーロッパのNATO加盟国と非NATO加盟国、およびヨーロッパ周囲のアジア諸国の間で、関係改善を図るために設立された多国間会議である。加盟国は政治上・安全保障上の問題の範囲で協力・協議するための会合を開く。

## 沿革
1991年に創設された北大西洋協力会議（NACC）を発展的に継承する形で、1997年5月29日に創設された。1994年から開始された平和のためのパートナーシップ（PfP）の全加盟国＋NATOの全加盟国で構成される。

## 構成国

EAPC構成国

30のNATO加盟国＋20の平和のためのパートナーシップ（Pfp）加盟国、合わせて50ヵ国で構成される。以下、PfP加盟国について、冷戦期におけるNATOとの関係に着目して挙げる。 
- （軍事的）中立国
  -  オーストリア
  -  フィンランド
  -  アイルランド
  -  スウェーデン
  -  スイス
  -  マルタ

- 旧ソビエト連邦の構成国
  -  アルメニア
  -  アゼルバイジャン
  -  ベラルーシ
  -  ジョージア
  -  カザフスタン
  -  キルギス
  -  モルドバ
  -  ロシア
  -  タジキスタン
  -  トルクメニスタン
  -  ウクライナ
  -  ウズベキスタン

- 旧ユーゴスラビアの構成国
  -  ボスニア・ヘルツェゴビナ
  -  セルビア